# Kniphofia marungensis
Kniphofia marungensis är en grästrädsväxtart som beskrevs av Stanisław Lisowski och Justyna Wiland. Kniphofia marungensis ingår i Fackelliljesläktet som ingår i familjen grästrädsväxter.
Artens utbredningsområde är Kongo-Kinshasa. Inga underarter finns listade i Catalogue of Life.